# Waterlelievlinder
De waterlelievlinder of het waterleliemotje (Elophila nymphaeata) is een vlinder uit de familie van de grasmotten (Crambidae).
Met een spanwijdte van 22 tot 30 millimeter is het een vrij kleine vlinder. De vleugels zijn wit met bruine cirkels.
De vlinder is voornamelijk te vinden in vijvers en poelen met drijvend fonteinkruid, waterlelie en gele plomp. De eitjes worden onder water afgezet op bladranden. De rupsen maken kokertjes van stukjes blad, die aanvankelijk met water gevuld zijn en later lucht bevatten, als de rupsen overgaan op luchtademhaling. De verpopping vindt onder water plaats.
De vliegperiode van de waterlelievlinder is van mei tot en met september met een vliegpauze in juli. De soort is in Nederland en België een gewone soort. De vlinder is vooral 's nachts actief. Overdag zit hij meestal aan de onderzijde van bladeren.

## Kenmerken
De spanwijdte is 17-28 mm. De grondkleur van de bovenkant van de voorvleugel is wit met een lichtbruine tot donkerbruine tekening van dwarslijnen en donker gerande vlekken. De franjes zijn lichtgrijsbruin (helderder dan de zoom, maar veel donkerder dan de grondkleur van de voorvleugel). De grondkleur van de achterste vleugels is ook wit. De tekening is hier constanter en duidelijker. De zoom is opvallend donker. De franjes zijn lichter dan de zoom, vaak onregelmatig gevlekt. De motten hebben een goed ontwikkelde roltong. De tekening van de iets grotere vrouwtjes is meestal iets zwakker dan die van de mannetjes.

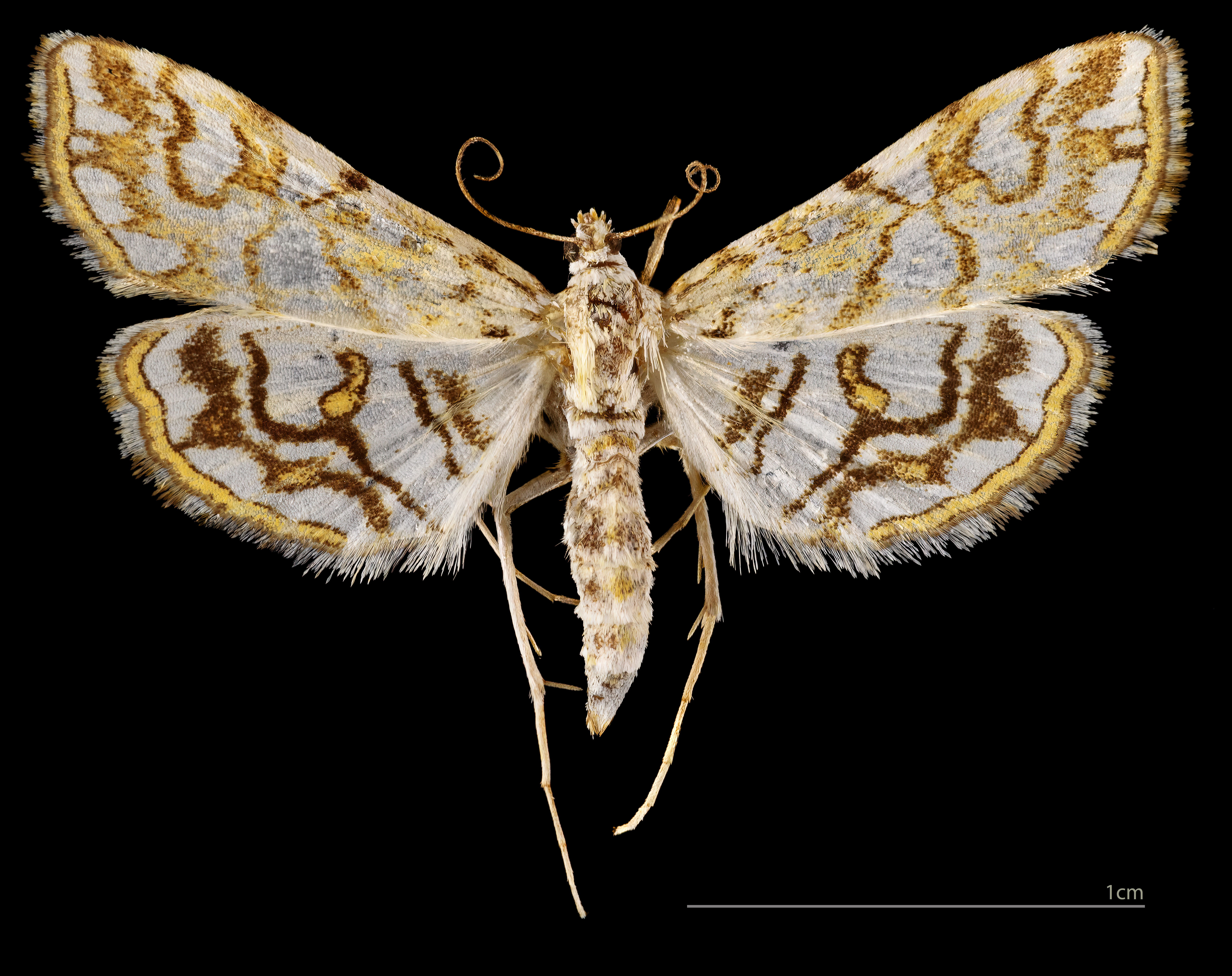
♂
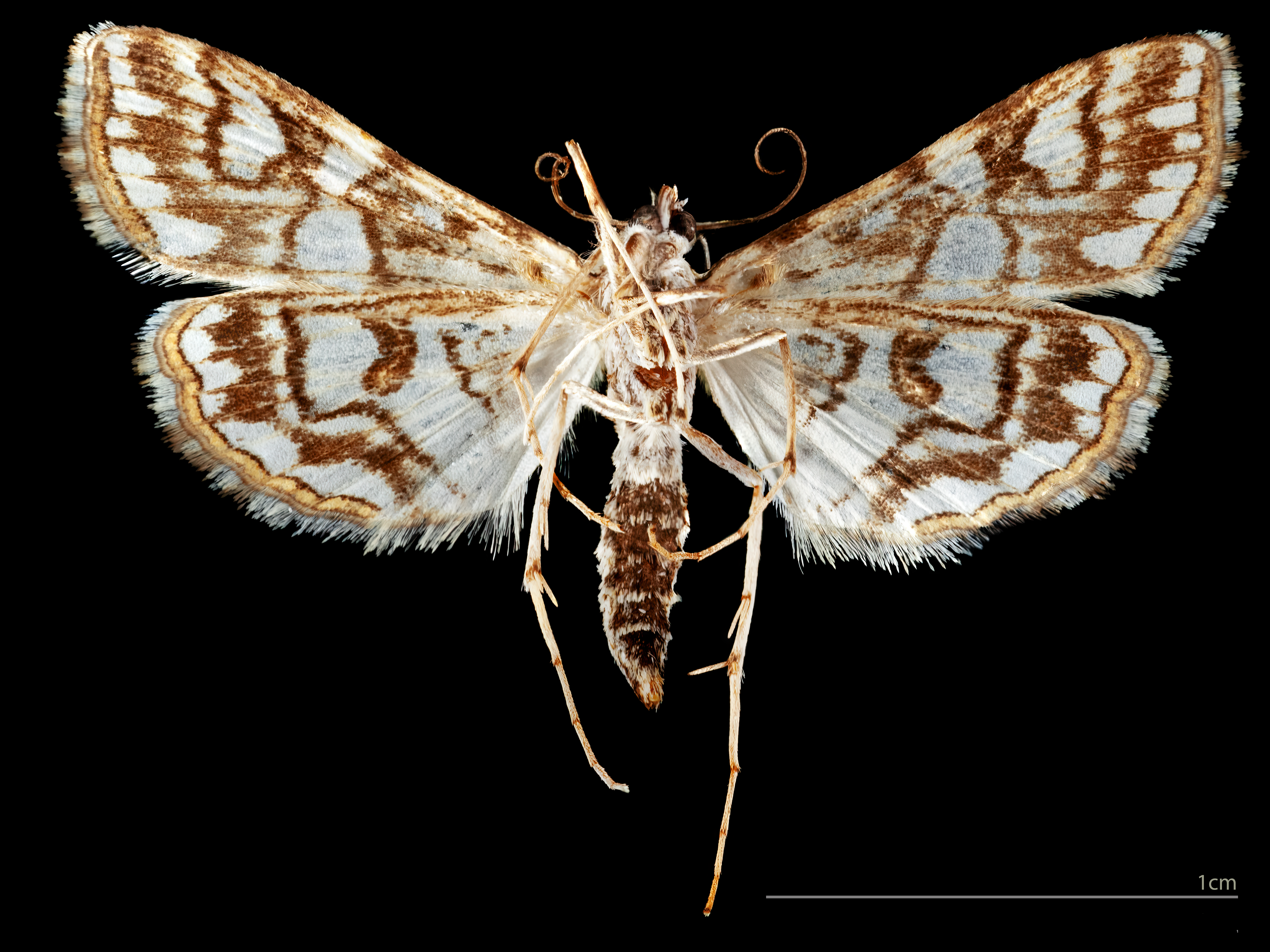
♂ △

De eieren zijn geelachtig als ze worden gelegd. Ze zijn lensvormig afgeplat. De rupsen worden ongeveer 22 millimeter lang en hebben een geelachtige tot lichtgroene kleur. Ze zijn slechts licht behaard. De pop is 10,0 millimeter lang en heeft een diameter van 3,0 millimeter. De pop is zwak glanzend lichtbruin.

## Geografische verspreiding en habitat
De waterlelievlinder komt op grote schaal verspreid op het noordelijk halfrond (Holarctisch gebied) voor, overal waar geschikte habitats zijn. Het verspreidingsgebied van de soort strekt zich uit van noordwestelijk Noord-Afrika tot het noorden van China, het Russische Verre Oosten en Japan (hier met de ondersoort  E. nymphaeata ezoensis). In het noorden van Europa strekt het gebied zich uit tot de Britse Eilanden en het noorden van Zweden. In Azië komt de soort zuidwaarts voor tot in Klein Azië, Cyprus, het  Midden-Oosten, Iran, Oezbekistan en Afghanistan.
De waterlelievlinder leeft overwegend in kleine, stilstaande wateren zoals vijvers en sloten en is in Europa wijd verbreid.

## Levenswijze
De waterlelievlinder vormt in Nederland en België twee generaties per jaar. De vlinders van de eerste generatie vliegen in juni, de vlinders van de tweede generatie in augustus en september. In Zuid-Europa worden tot drie generaties gevormd. Overdag hangen de vlinders met de kop naar onder, dat wil zeggen met de buik naar boven op of onder planten van de oevervegetatie. Ze zijn schemer- en nachtactief en komen op kunstmatige lichtbronnen af. Zij houden zich op in plekken van de oevervegetatie met een hoge luchtvochtigheidsgraad, terwijl zonnige, droge plekken met lage luchtvochtigheid gemeden worden. De avondactiviteit hangt af van het invallen van het dauwpunt (= overschrijden van de 100% verzadigingslimiet). Daarom zijn de vlinders op sommige dagen zelfs een uur voor zonsondergang actief, terwijl ze op andere dagen pas met of zelfs na zonsondergang actief worden. De activiteit van de vlinders is ook temperatuurafhankelijk. Bij temperaturen onder de 10 °C vliegen ze helemaal niet. 's Nachts stopt de activiteit als de temperatuur onder de 11 °C daalt. In gunstige omstandigheden wordt de maximale vliegactiviteit ongeveer 60-70 minuten na zonsondergang bereikt. De mannetjes vliegen ongeveer 10 tot 20 centimeter boven de waterspiegel. De vrouwtjes zetten zich na slechts een korte zoekvlucht neer op een bloeiaar van fonteinkruid of een plantenstengel. De mannetjes worden aangetrokken door feromonen; de copulatie vindt plaats op de rustplaats van de vrouwtjes. De paring duurt 20 tot 40 minuten; Na het paren vliegen beide partners terug naar de oever.
De eileg begint 15 tot 20 uur na de copulatie in de middag van de volgende dag. Na een zoekvlucht landt het vrouwtje op een blad van fonteinkruid of waterlelie. Dit moet breder zijn dan de spanwijdte van de poten van het vrouwtje. Het vrouwtje duwt vervolgens haar achterlijf onder het blad. De eitjes worden in lagen op de voedselplanten van de larven net onder de waterspiegel afgezet. De grootte van het legsel varieert sterk (van ongeveer 400 tot heel weinig, ongeveer 3 eieren). Het gemiddelde aantal afgezette eieren per vrouwtje is ongeveer 340 eieren. De mannelijke vlinders worden tot 18 dagen oud, gemiddeld 11 dagen, terwijl de vrouwtjes al 2 tot 3 dagen na het afzetten van de eieren sterven.
De rupsen komen na 10-11 dagen (bij 20°C gemiddelde watertemperatuur) uit. Bij koud weer kan het uitkomen een paar dagen vertraagd zijn (tot ongeveer 14 dagen). De meeste rupsen verlaten de directe nabijheid van de eierschalen en kruipen onder de oppervlaktespanning naar naburige bladeren. Een deel van de jonge rupsen  mineren in eerste instantie in stengels en bladeren. Andere rupsen eten direct van de bladeren. De mineerfase duurt maximaal vier dagen. Ze vervaardigen vervolgens een kleine gesponnen koker uit 4-6 mm lange en 2-3 mm brede stukjes blad. De kokers worden gevuld met water en vast gesponnen aan de onderzijde van het blad waarop de rupsen eten. De rupsen ademen in deze fase door het huidoppervlak.
Vanwege de twee generaties zijn de rupsen vanaf mei en opnieuw vanaf augustus te aan te treffen. Ze voeden zich met drijvend fonteinkruid (Potamogeton natans), veenwortel (Polygonum amphibium), waterlelie (Nymphaea alba), kleine egelskop (Sparganium emersum) en klein kroos (Lemna minor). De rupsen van de eerste generatie worden hydrofoob na twee hydrofiele stadia; daarna volgen nog twee rupsstadia tot de verpopping.
De rupsen van de tweede generatie groeien langzamer dan de rupsen van de eerste generatie vanwege de langzaam afnemende temperaturen in september en oktober. Vanaf een watertemperatuur van 10 tot 11 °C stoppen ze met eten. Ze lopen met hun koker langs de stengels tot een diepte van 20 tot 50 centimeter. Daar bevestigen ze de koker aan de nog groene stengels en boren een 10 tot 15 millimeter lange gang in het merg van de stengel. Reichholf vond de overwinterende rupsen alleen in de stengels van drijvend fonteinkruid (Potamogeton natans). Een belangrijke voorwaarde voor een succesvolle overwintering is dat de stengels ook in het voorjaar nog groen zijn en niet verrot. Tijdelijk droog vallen schaadt de overwinterende rupsen niet.
In het voorjaar verlaten de rupsen hun schuilplaats in de stengel en kruipen langs de stengels omhoog. Daarbij vervaardigen ze uit de voorjaarsbladeren een nieuwe koker en beginnen aan ieder bereikbaar groen blad te eten. Na een paar dagen vervellen ze en worden de rupsen hydrofoob, dat wil zeggen dat het oppervlak van de rups niet meer vochtig is, maar omgeven wordt door een luchtlaag. De rups strekt herhaaldelijk zijn voorste uiteinde de lucht in en ververst de lucht in zijn koker door het voorste deel van zijn lichaam heen en weer te bewegen.
De hydrofobe stoffen zijn hoogstwaarschijnlijk afkomstig van het voedsel van de rupsen, want ze eten kort voor de overgang van hydrofiel naar hydrofoob op de bovenkant van de fonteinkruiden of waterlelies, die hydrofoob zijn. Als reeds hydrofobe rupsen worden gevoed met sla of hydrofiele waterplanten, dan worden ze weer hydrofiel. Hernieuwde voeding met hydrofobe waterplanten maakt de rupsen weer hydrofoob.
De hydrofobe rups maakt ook een behuizing van twee elliptische stukjes blad die met spindraden samengesponnen worden. Deze wordt zes tot acht keer vernieuwd tijdens het rupsstadium. De bladstukken worden steeds iets groter uitgesneden. Hij bevat lucht. Het binnendringen van water wordt voorkomen door de stevig aaneengesponnen randen en een fijne bekleding van spindraden binnenin de koker. De koker wordt bij het kruipen meegesleept. De rups steekt zijn kop uit de behuizing om te eten.
De rupsen vervellen nog een keer bij een lichaamslengte van ongeveer 17 tot 19 millimeter. Ze zijn eind mei volwassen en maken nu een speciale popcocon. Deze zit vast aan de stengel van de voedselplant van de rups op een diepte van ongeveer 1 tot 12 centimeter onder het wateroppervlak. Meestal wordt de laatste rupskoker gebruikt en alleen stevig samengesponnen. Minder vaak wordt een nieuwe koker gemaakt. In de literatuur is vaak te lezen dat de rups in het plantenweefsel bijt om zuurstof te verkrijgen uit het aerenchym van de plant. De pop heeft echter geen zuurstof uit het plantenweefsel nodig en het bijten in de stengels dient alleen om de popcocon beter aan de plant te bevestigen. De poprust duurt 12 tot 16 dagen, afhankelijk van de watertemperatuur. De vlinders komen van eind mei tot begin juni uit hun popcocon onder water. De vlinder wordt beschermd tegen nat worden door speciale schubben die lang, smal en bijna haarachtig zijn. Na het bovenkomen loopt hij als een schaatsenrijder op de oppervlaktelaag van het water tot het volgende blad. Hij rust daar tot het uitscheiden van het meconium.
Samenvattend is daarmee de gemiddelde ontwikkelingstijd voor de zomergeneratie:
- eifase (tot uitkomen): 10 dagen
- hydrofiele rups (2 fasen): 20 tot 25 dagen
- hydrofobe rups (2 fasen): 25 tot 30 dagen
- poprust: 12 tot 16 dagen;

d.w.z. een totaal van 70 tot 80 dagen vanaf de eileg tot het uitkomen van de vlinder.

## Systematiek en taxonomie
De soort werd in 1758 door Carl Linnaeus onder de naam Phalaena Geometra nymphaeata vermeld in de tiende van zijn Systema naturae. Het is de typesoort van het  geslacht  Elophila  Huebner, 1822. In eerdere publicaties verschijnt de soort ook in de combinaties  Nausinoe nymphaeata  en  Nymphula nymphaeata . Speidel (2005) onderscheidt vijf ondersoorten:
- Elophila nymphaeata nymphaeata , de  nominaatondersoort, Europa, Siberië
- E. nymphaeata hederalis  Amsel, 1935, Israël
- E. nymphaeata silarigla  Speidel, 1984, Marokko en Algerije
- E. nymphaeata auralis  Osterhelder, 1935, Turkije, Cyprus, Iran,  Noord-Afghanistan en Oezbekistan. Overgangsvormen tussen de ondersoorten  E. nymphaeata nymphaeata  en  E. n. auralis  zijn waargenomen in het noorden van Iran.
- E. nymphaeata ezoensis  Yoshiyasu, 1985, Hokkaido (Japan), Russische Verre Oosten[9] en Noord-China (Provincies Heilongjiang en Xinjiang)[10].

Chen, Wu en Xue (2010) voeren daarentegen  ezoensis  Yoshiyasu 1985 als synonym van  Elophila nymphaeata nymphaeata  op, zodat we kunnen veronderstellen dat ze slechts vier van de bovengenoemde vijf ondersoorten (plus een niet nader genoemde ondersoort uit Ierland) accepteren. Het gebied van de nominaatondersoort zou zich in deze opvatting uitstrekken tot Japan en Noord-China.